# آنا زادوروژنیوک
آنا زادوروژنیوک (اوکراینی: Ганна Миколаївна Задорожнюк؛ زادهٔ ۲۵ سپتامبر ۱۹۸۴) رقصنده روی یخ اهل اوکراین است. او از اسکیت‌بازان نمایشی در بازی‌های المپیک زمستانی بوده است.